# 길용우
길용우(吉用祐, 1955년 12월 17일 ~ )는 대한민국의 배우이다.

## 학력
- 서울예술대학교
- 상명대학교 문화예술대학원 석사

## 경력
- 1974년 1월 북아메리카 미국으로 이민 하고 이주 하고 미국 로스엔젤레스 연극배우 데뷔 하고 1975년 아시아 대한민국 서울특별시로 돌아온뒤 서울특별시 연극'극단 민중'에 적을 두어 연극배우 첫 데뷔 바뀌고 이동 하고 데뷔 하였고 이듬해 1976년에 뮤지컬배우 데뷔하였으며 1년 후 1977년 MBC 문화방송 공채 탤런트 9기로 정식 입문하였다.

- 그리고 제2공화국, 제3공화국, 삼김시대에서 김영삼 대통령을 연기하였다.

## 주요 이력
- 現 백석예술대학교 (부교수)
- 장안대학교 엔터테인먼트학과 전임교수[1]
- 경북예술대학 겸임교수
- 가야대학교 겸임교수

## 드라마 출연작

### MBC
- 1977년 MBC 수사실화극 《수사반장》
- 1977년 MBC 반공드라마 《113 수사본부》
- 1977년 MBC 주간단막극 《제3교실》
- 1978년 MBC 일일연속극 《미소》
- 1978년 MBC 일일연속사극 《연지》
- 1978년 MBC 캠페인연속극 《알뜰가족》
- 1979년 MBC 주간단막극 《사랑의 계절》
- 1979년 MBC 6.25특집극 《최후의 증인》
- 1980년 MBC 새시대특집극 《오오사까의 하늘밑》
- 1981년 MBC 일일연속극 《나리집》
- 1981년 MBC 대하드라마 《장희빈》 ... 민진후 역
- 1981년 MBC 정치드라마 《제1공화국》 ... 박광옥 / 이승만 대통령의 영식 이강석 역
- 1983년 MBC 월화연속극 《야망의 25시》 ... 김수민 역
- 1983년 MBC 특별기획드라마 《조선왕조 오백년 - 뿌리깊은나무》 ... 장영실 역
- 1983년 MBC 일일연속극 《간난이》
- 1984년 MBC 특별기획드라마 《조선왕조 오백년 - 설중매》 ... 성종 역
- 1985년 MBC 주간연속극 《억새풀》 ... 윤인섭 역
- 1986년 MBC 주말연속극 《풀잎마다 이슬》 ... 지용태 역
- 1989년 MBC 특집드라마 《초대받지 않은 여행》 ... 현상철 역
- 1989년 MBC 특별기획드라마 《조선왕조 오백년 - 파문》 ... 박승도 역
- 1989년 MBC 정치드라마 《제2공화국》 ... 김영삼 역
- 1991년 MBC 대하드라마 《땅》 ... 장건식 역
- 1992년 MBC 6.25특집극 《누가 이 사람을 모르시나요》 ... 조선인민군 소좌 장일구 역
- 1993년 MBC 정치드라마 《제3공화국》 ... 김영삼 역
- 1994년 MBC 일요아침드라마 《짝》 ... 삼류 사진작가 차지풍 역
- 1995년 MBC 일일시트콤 《두 아빠》 ... 경호회사 사장 길용우 역
- 1996년 MBC 일일연속극 《서울 하늘 아래》 ... 이웅호 역
- 1996년 MBC 특집드라마 《강가에 앉아서 울다》... 박찬수 역
- 1997년 MBC 월화미니시리즈 《의가형제》 ... 김준기의 부친 김상우 역. (외과 레지던트)
- 1997년 MBC 일일연속극 《세 번째 남자》
- 1997년 MBC 월화미니시리즈 《불꽃놀이》 ... 상무 역
- 1999년 MBC 주말연속극 《사랑해 당신을》 ... 봉민섭 역
- 2000년 MBC 수목미니시리즈 《이브의 모든 것》
- 2000년 MBC 창사39주년 기념 특별기획드라마 《황금시대》 ... 유현승 역
- 2000년 MBC 주간시트콤 《깁스가족》
- 2001년 MBC 수목미니시리즈 《네 자매 이야기》 ... 김 사장 역
- 2002년 MBC 수목미니시리즈 《그 햇살이 나에게》 ... 최태경 역
- 2003년 MBC 국방홍보원 공동 제작 드라마 《아르곤》 ... 특전사령부 특임대대장 고경모 중령 역
- 2004년 MBC 특별기획드라마 《영웅시대》 ... 세기건설 임대석 전무 역
- 2006년 MBC 월화미니시리즈 《늑대》 ... 한홍만 회장 역
- 2007년 MBC 수목미니시리즈 《고맙습니다》 ... 민준호 역
- 2009년 MBC 수목미니시리즈 《신데렐라맨》 ... 유진 부친 서 사장 역
- 2011년 MBC 주말연속극 《반짝반짝 빛나는》 ... 황남봉 역
- 2011년 MBC 수목미니시리즈 《나도, 꽃!》 ... 봉선 부친 역
- 2013년 MBC 일일연속극 《오자룡이 간다》 ... 찰스 왕(왕철수) 역(85회~)
- 2013년 MBC 주말연속극 《금 나와라, 뚝딱!》 ... 정병후 역
- 2014년 MBC 일일연속극 《엄마의 정원》 ... 서병진 역
- 2015년 MBC 일일연속극 《딱 너 같은 딸》 ... 마정기 역
- 2018년 MBC 주말드라마 《내사랑 치유기》 ... 최재학 역

### SBS
- 1991년 SBS 주말극장 《은하수를 아시나요》 ... 장현섭 역
- 1992년 SBS 드라마스페셜 《궁합이 맞습니다》 ... 이진욱 역
- 1993년 SBS 일요아침드라마 《우리식구 열다섯》 ... 박찬기 대리 역
- 1993년 SBS 월화드라마 《댁의 남편은 어떠십니까》 ... 도주섭 역
- 1993년 SBS 아침연속극 《여자의 거울》 ... 정상우 역
- 1995년 SBS 대하드라마 《장희빈》 ... 장희재 역
- 1995년 SBS 특별기획드라마 《코리아게이트》 ... 국방과학연구소 부소장 이경서 박사 역
- 1997년 SBS 월요연속극 《재동이》 ... 재동 부 역
- 1997년 SBS 추석특집극 《약속》
- 1998년 SBS 특별기획드라마 《삼김시대》 ... 김영삼 역
- 1998년 SBS 드라마스페셜 《홍길동》... 병판대감 역
- 2000년 SBS 창사10주년 특별기획드라마 《|경찰특공대》 ... 경찰특공대장 장대규 경정 역
- 2002년 SBS 드라마스페셜 《정》 ... 탁 박사 역
- 2003년 SBS 드라마스페셜 《술의 나라》 ... 서태관 역
- 2004년 SBS 월화드라마 《러브스토리 인 하버드》 ... 하버드 경영학 박사 역
- 2008년 SBS 주말극장 《행복합니다》 ... 박승재 역
- 2009년 SBS 주말극장 《천만번 사랑해》 ... 고인덕 역
- 2011년 SBS 주말극장 《내일이 오면》 ... 윤원섭 역
- 2012년 SBS 드라마스페셜 《옥탑방 왕세자》 ... 홍만필 좌상대감 역(특별출연)
- 2014년 SBS 일일드라마 《사랑만 할래》 ... 최동준 역
- 2016년 SBS 아침연속극 《내 사위의 여자》 ... 박태호 역
- 2016년 SBS 일일드라마 《사랑은 방울방울》 ... 한영목 역
- 2020년 SBS 금토드라마 《편의점 샛별이》 ... 유명기 역 (특별출연)

### KBS
- 1987년 KBS2 일일연속사극 《사모곡》 ... 만강 역
- 1987년 KBS1 일일연속극 《어머니》
- 1988년 KBS2 주말연속극 《은혜의 땅》
- 1989년 KBS2 주말연속극 《달빛가족》 ... 김준태 역
- 1990년 KBS1 일일연속극 《서울 뚝배기》 ... 박광호 역
- 1992년 KBS1 대하드라마 《삼국기》 ... 의자왕 역
- 1993년 KBS1 설날특집극 《봉이전》 ... 봉이 김선달 역
- 1994년 KBS2 주말연속극 《남자는 외로워》 ... 권영태 역
- 1994년 KBS2 미니시리즈 《사라비아 공화국》 ... 김도달 역
- 1998년 KBS1 TV소설 《은아의 뜰》 ... 김명수 역
- 2000년 KBS2 미니시리즈 《성난 얼굴로 돌아보라》 ... 신성철 역
- 2000년 KBS1 대하드라마 《태조 왕건》 ... 복지겸 역
- 2001년 KBS2 미니시리즈 《쿨》 ... 지훈 부친 강주천 역
- 2002년 KBS2 화요시트콤 《이색극장 두 남자 이야기》
- 2002년 KBS2 특별기획드라마 《태양인 이제마》 ... 좌명 역
- 2004년 KBS2 HD특별기획드라마 《해신》 ... 신무왕 역
- 2006년 KBS1 대하드라마 《대조영》 ... 보장왕 역
- 2007년 KBS2 수목드라마 《달자의 봄》 ... 태봉 부친 강순홍 역
- 2008년 KBS2 수목드라마 《쾌도 홍길동》 ... 홍 판서 역
- 2009년 KBS2 월화드라마 《천하무적 이평강》 ... 우평원 역
- 2011년 KBS2 월화드라마 《포세이돈》 ... 오용갑 역
- 2012년 KBS2 주말연속극 《넝쿨째 굴러온 당신》 ... 귀남의 양부 역(특별출연)
- 2013년 KBS1 일일드라마 《지성이면 감천》 ... 한용덕 역
- 2020년 KBS2 일일드라마 《위험한 약속》... 한광훈 역

### 케이블
- 2009년 PBC 특집드라마 《김수환 추기경에 관한 마지막 보고서》 ... 김수환 추기경 역
- 2013년 JTBC 월화드라마 《무정도시》 ... 검찰총장 역
- 2014년 JTBC 미니시리즈 《우리가 사랑할 수 있을까》 ... 지현 부 역
- 2015년 MBC 드라마넷 금토드라마 《나의 유감스러운 남자친구》 ... 혜미 부 역
- 2015년 JTBC 금토드라마 《디데이》 ... 대통령 역(특별출연)
- 2022년 카카오TV 드라마 《결혼백서》... 서종수 역

### 영화 출연
- 1981년 《이 깊은 밤의 포옹》 ... 김영후 역
- 1983년 《금지된 사랑》, 《사랑만들기》, 《참새와 허수아비》
- 1984년 《연인들》
- 1985년 《그대 눈물이 마를때》, 《밤의 열기 속으로》
- 1986년 《내시, 단》, 《뛰는 자 나는 자》, 《빨간 하이힐》, 《영웅연가》
- 1987년 《레테의 연가》
- 1988년 《아메리카 아메리카》
- 1989년 《달아난 말》
- 1992년 《나 이제 너를 잊으리》
- 1995년 《사랑의 묵시록》(일본)
- 2007년 《굿바이데이》
- 2007년 《6년째 연애중》

### 뮤지컬 출연
- 1987년 《포기와 베스》 ... 포기 역

### 연극 출연
- 1976년 《햄릿》 ... 햄릿 왕자 역

### 라디오 프로그램 (진행)
- 1991년 《FM모닝쇼》 (MBC FM)

### TV 프로그램 (진행)
- 1987년 9월 13일 ~ 1988년 4월 24일 《연예가중계》 (KBS 2TV) (with. 김희애와 함께 진행)

### TV 프로그램 내레이션 및 출연 더빙
MBC
- 2011년 《MBC 스페셜 》 오모니 (MBC )
- KBS
- 2016년 《다큐공감 》 154회  : 쿠로키씨의 '기적의 꽃밭' (KBS1 )
- 2019년 《다큐공감 》 286회  : 설 특집 - 노란대문 집 (KBS1 )
- 2019년 《다큐공감 》 302회  : 효천 스님의 차 이야기 (KBS1 )
- 2019년 《다큐공감 》 306회  : 우리 큰형 (KBS1 )

### 광고 출연
- 1982년 롯데제과 롯데 초코파이
- 1984년 삼성전자 삼성 러브러브 대행진 (Feat. 나문희)
- 1984년 GC녹십자 제놀
- 1984년 한국전력공사
- 1986년 동아제약 가그린
- 1986년 ~ 1987년 CJ제일제당 백설표 식용유
- 1988년 NH투자증권
- 1988년 ~ 1992년 일동제약 아로나민 골드
- 1989년 남양유업 남양 이유밀
- 1989년 ~ 1990년 한국GM 르망
- 1990년 롯데푸드 빵빠레
- 1990년 ~ 1992년 파스퇴르유업 (파스퇴르 우유, 로히트 분유)
- 1992년 엔젤라이프 엔젤녹즙기
- 1992년 교수문화(현재의 노벨과개미) 영재캠프
- 1993년 롯데제과 엄마손 파이
- 1993년 SK매직 매직세탁기뉴봉
- 1994년 LG생활건강 비전 드링크
- 1995년 KT 비지니스 전화
- 1995년 LG전자 LG화통 휴대폰
- 1996년 유한양행 가평 찹쌀 식혜
- 2015년 에이플러스에셋
- 2017년 포스코건설 판교 더샵 퍼스트파크
- 2018년 부광약품 아락실

## 홍보대사
- 2008년 12월 한국전기안전공사 전기안전 홍보대사[2][3]
- 2009년 2월 한국시설안전공단 시설안전 명예홍보대사[1]
- 2011년 홍천군 홍보대사

## 수상
- 1980년 MBC 연기대상 남자신인상
- 1985년 MBC 연기대상 남자 우수상 《억새풀》
- 1987년 KBS 연기대상 인기상 《사모곡》
- 1987년 제23회 백상예술대상 인기상 《사모곡》
- 2008년 제16회 대한민국문화연예대상 모범연예인상
- 2011년 MBC 드라마대상 연속극부문 남자 황금연기상 《반짝반짝 빛나는》
- 2012년 제3회 대한민국정경대상 문화예술발전부문
- 2023년 제14회 코리아 드라마 어워즈 공로상